# Diggi-Loo Diggi-Ley
Chansons représentant la Suède au Concours Eurovision de la chanson
Främling
(1983) Bra vibrationer
(1985)
Chansons ayant remporté le Concours Eurovision de la chanson
 Si la vie est cadeau
(1983)  La det swinge
(1985)
Diggi-Loo Diggi-Ley, est la chanson gagnante du Concours Eurovision de la chanson 1984, interprétée par le groupe suédois Herreys, marquant la deuxième victoire de la Suède à ce concours après le célèbre Waterloo de 1974.
Le titre s'inscrit dans la tradition des chansons « onomatopée » à l'Eurovision, comme La, la, la, Boom Bang-a-Bang ou Ding-A-Dong.
Les Herreys ont également enregistré la chanson en anglais sous le même titre.

## À l'Eurovision
Elle est intégralement interprétée en suédois, langue nationale, comme l'impose la règle entre 1976 et 1999.

## Classements

### Classements hebdomadaires
| Classement (1984)                      | Meilleure position |
| -------------------------------------- | ------------------ |
| Allemagne (Media Control AG)           | 18                 |
| Autriche (Ö3 Austria Top 40)           | 11                 |
| Belgique (Flandre Ultratop 50 Singles) | 3                  |
| Norvège (VG-lista)                     | 5                  |
| Pays-Bas (Single Top 100)              | 4                  |
| Suède (Sverigetopplistan)              | 2                  |
| Suisse (Schweizer Hitparade)           | 10                 |